# نظريات مؤامرة اغتيال روبرت ف. كينيدي
تتعلق مؤامرات اغتيال روبرت ف. كينيدي، وهو عضو في مجلس الشيوخ الأمريكي من ولاية نيويورك، بالظروف غير الاعتيادية للاغتيال التي وقعت بعد منتصف الليل بقليل في 5 يونيو 1968م، في لوس أنجلوس، كاليفورنيا. اغتيل روبرت كينيدي في فندق «الأمباسدر»، خلال الاحتفالات التي تبعت حملته الناجحة في الانتخابات التمهيدية في كاليفورنيا أثناء سعيه للحصول على ترشيح الحزب الديمقراطي لرئاسة الولايات المتحدة؛ توفي كينيدي في اليوم التالي في مستشفى «جود ساماريتان».
كان الجاني مهاجرًا فلسطينيًا يبلغ من العمر 24 عامًا يدعى سرحان سرحان، وما زال محتجزًا بسبب الجريمة. ورغم ذلك، كما هو الحال مع وفاة شقيقه، أنتج اغتيال روبرت كينيدي والظروف المحيطة به نظريات مؤامرة مختلفة، خاصة فيما يتعلق بوجود مسلح ثانٍ. تركزت هذه النظريات أيضًا على امرأة ترتدي ثوبًا منقطًا تدّعي مسؤوليتها عن الجريمة، وتورط وكالة المخابرات المركزية. فُحصت العديد من هذه النظريات خلال تحقيق أمر به مجلس الشيوخ الأمريكي وحُكم عليها بأنها غير صحيحة من قبل مكتب التحقيقات الفيدرالي، الذي حقق نيابة عن مجلس الشيوخ.

## نظرية المسلح الثاني

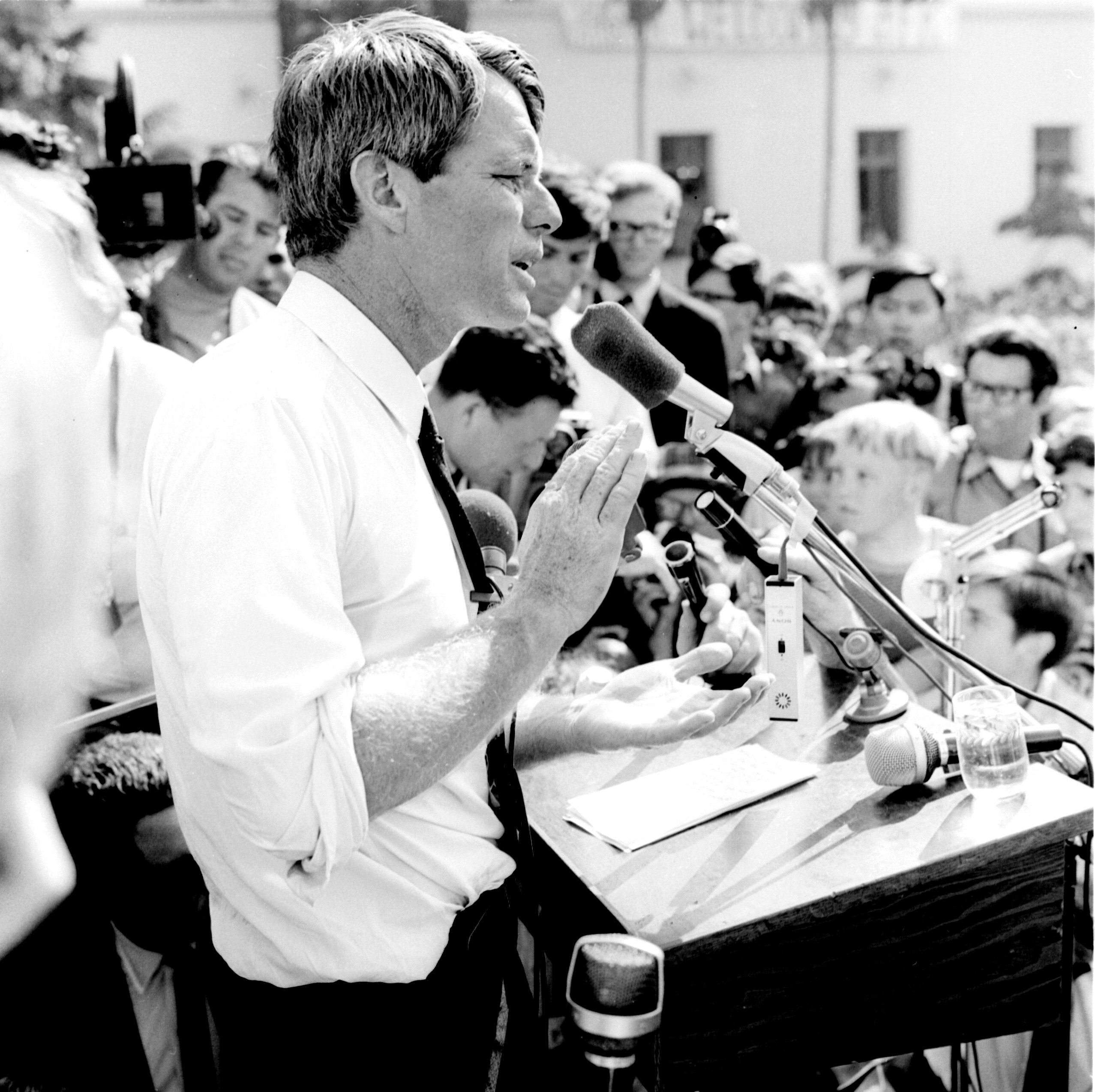
روبرت ف. كينيدي خلال فعالية لحملته الانتخابية الرئاسية في لوس أنجلوس (صورة بعدسة إيفان فريد)

### الجروح
يشير موقع جروح كينيدي إلى أن مهاجمه كان يقف وراءه، لكن الشهود قالوا إن سرحان كان يقف في مواجهة الغرب، على بعد ياردة تقريبًا من كينيدي، بينما كان يتحرك عبر مخزن المؤن المواجه للشرق. أدى ذلك إلى اقتراح أن مسلحًا ثانيًا أطلق الرصاصة المميتة، وهو احتمال يدعمه رئيس الفحص الطبي -الطبيب الشرعي لمقاطعة لوس أنجلوس توماس نوغوتشي، إذ ذكر أن الطلقة القاتلة كانت خلف أذن كينيدي اليمنى وأُطلق النار عليه من مسافة إنش واحد تقريبًا. قال شهود آخرون إنه مع اقتراب سرحان، كان كينيدي يستدير إلى يساره ويصافح الأيادي، ويواجه الشمال ويكشف جانبه الأيمن. حتى عام 2008م، قال شاهد عيان اسمه جون بيلجر إنه يجب أن يكون هناك مسلح ثانٍ. في 14 أغسطس 1975م، عين مجلس مشرفي مقاطعة لوس أنجلوس توماس ف. كرانز كمستشار خاص لمكتب المدعي العام لمقاطعة لوس أنجلوس للتحقيق في الاغتيال. كان استنتاج الخبراء قلة الأدلة أو حتى عدمها لدعم هذه النظرية.

### عدد الرصاصات
يحتوي مسدس سرحان من طراز ايفر جونسون وعيار 0.22 على ثماني رصاصات، أطلقت جميعها. بما أن الاغتيال حدث في غرفة تخزين ضيقة محصورة، استقرت جميع الرصاصات في الجدران والسقف والضحايا. ثلاث رصاصات أصابت كينيدي. بقيت اثنتان في جسده ومزقت الأخرى ذراعه مارّة من خلالها. بقيت الرصاصات الخمس التي أصابت الضحايا الخمسة الآخرين في أجسادهم، تاركة رصاصتين من المفترض أن تستقرا في الغرفة نفسها. وجدت شرطة لوس أنجلوس ثلاثة ثقوب رصاص في سقف الفليني، واستنتجت أن الرصاصة لا بد أن ارتدت من السقف قبل أن تعود وتصيب شخصًا. كان لهذا التفسير خلل كبير، إذ كان هناك ثقبان للرصاص في إطار باب المخزن. لا تعترف شرطة لوس أنجلوس بذلك، لكن الصحافة التقطت صورًا لثقوب الرصاص التي تُظهر أفراد الشرطة وهم يشيرون إليها ويقيسونها. تذكر مارتن باتروسكي، نادل في الفندق، أن ضباطًا أخبروه بأنهم أزالوا رصاصتين من إطار الباب. لكن الشرطة أزالت إطار الباب وبلاط السقف وحرقتها لاحقًا. قال ابن روبرت كينيدي، روبرت كينيدي جونيور في وقت لاحق: «كان هناك الكثير من الرصاصات»، وأنه «لا يمكنك إطلاق 13 طلقة من مسدس فيه ثماني طلقات».

### الصوتيات
في عام 2007، أشار تحليل للتسجيل الصوتي لإطلاق النار الذي قام بتسجيله الصحفي المستقل ستانيسلا فبروزينسكي في تلك الليلة، وفقًا لخبير الطب الشرعي فيليب فان براغ، إلى إطلاق 13 طلقة على الأقل. قال فان براغ أيضًا إن التسجيل كشف عن لحظتين على الأقل، كان الوقت بين الطلقات فيها أقصر مما هو ممكن بشريًا وأن الرنين المختلف يشير إلى وجود أكثر من مسدس واحد. وفقًا لفان براغ، أُكد إطلاق أكثر من ثماني طلقات بشكل مستقل من قبل أخصائيين الطب الشرعي الصوتي ويس دولي، وبول بيغاس من قسم هندسة الصوت، وخبير الطب الشرعي والمقذوفات إدي بي بريكزن[بحاجة لمصدر] من معهد جورجيا للتقنية. ذكر بعض خبراء الصوت الآخرين، من خلال تحليلاتهم الخاصة، أنه لم تُسجل أكثر من ثماني طلقات على الشريط.

### تحليل الطب الشرعي
في عام 1975، عقد قاض في لوس أنجلوس لجنة من سبعة خبراء في الطب الشرعي لفحص أدلة المقذوفات (الرصاص). وجدوا أن الرصاصات الثلاث التي أصابت كينيدي أُطلقت من نفس المسدس، لكنهم لم يجدوا تطابقًا بين هذه الرصاصات ومسدس سرحان. اتهموا دي واين ولفير، محقق مسرح الجريمة الرئيسي الذي شهد في المحاكمة بأن رصاصة مأخوذة من جثة كينيدي كانت من مسدس سرحان، بإجراء تحقيق مُستهتر به. حثّ خبراء الطب الشرعي على إجراء المزيد من التحقيق. وخلصت وثيقة داخلية للشرطة، نشرت لاحقًا، إلى أن «طلقات كينيدي وويزل لم تطلق من نفس البندقية» و«رصاصة كينيدي لم تطلق من مسدس سرحان».
في 26 نوفمبر 2011، قدم محاميا دفاع سرحان ويليام ف. بيبر ولوري دوسيك موجزًا مؤلفًا من 62 صفحة في المحكمة الفيدرالية يؤكد أن رصاصة استخدمت كدليل لإدانة سرحان بُدلت برصاصة أخرى في مسرح الجريمة. يدعي الموجز أن ذلك حدث لأن الرصاصة المأخوذة من عنق كينيدي لم تطابق مسدس سرحان. يدعي بيبر ودوسيك أن الأدلة الجديدة كافية لإثبات عدم إدانة سرحان بموجب القانون.

## حارس الأمن كنظرية المسلح الثاني
كثيرًا ما يُشار إلى ثاين يوجين سيزار على أنه المرشح الأكثر ترجيحًا للمسلح الثاني. وُظف سيزار من قبل خدمة «إيس جارد سيرفيس» لحماية كينيدي في فندق «الأمباسدر». لم تكن هذه وظيفته بدوام كامل؛ خلال النهار كان يعمل سباك صيانة في مصنع «لوكهيد» للطائرات في بوربانك، وهي وظيفة تتطلب تصريحًا أمنيًا من وزارة الدفاع. عمل هناك من عام 1966 حتى فقد وظيفته في عام 1971. كتب المؤلف دان مولديا أنه في عام 1973 بدأ سيزار العمل في هيوز، وهي وظيفة شغلها لمدة سبع سنوات والتي قال سيزار أنها تتطلب ثاني أعلى مستوى تصريح في المصنع.

## ضلوع وكالة المخابرات المركزية
في نوفمبر 2006م، بثت «نيوزنايت» من تلفزيون بي بي سي عرضًا لمدة 12 دقيقة لفيلم شين أوسوليفان الوثائقي «ر.ف.ك يجب أن يموت». ذكر أوسوليفان أنه أثناء البحث في سيناريو يستند إلى نظرية المرشح المنشوري: «كشف عن فيديو جديد وأدلة فوتوغرافية تشير إلى أن ثلاثة من كبار عملاء وكالة المخابرات المركزية كانوا وراء مقتل السيناتور». وزعم أن ثلاثة رجال شوهدوا في الفيديو والصور الفوتوغرافية في فندق الأمباسدر قبل وبعد الاغتيال حُددوا بشكل مؤكد على أنهم عملاء وكالة المخابرات المركزية ديفيد سانشيز موراليس، وجوردون كامبل، وجورج جوانديس.
العديد من الأشخاص الذين عرفوا موراليس، بمن فيهم أفراد العائلة، مصرّون على أنه ليس الرجل الذي ادعى أوسوليفان أنه موراليس. بعد أن نشر أوسوليفان كتابه، اكتشف باحثو الاغتيال جيفرسون مورلي وديفيد تالبوت أن كامبل توفي بذبحة قلبية في عام 1962، قبل ست سنوات من الاغتيال. ردًا على ذلك، ذكر أوسوليفان أن الرجل الموجود في الفيديو ربما استخدم اسم كامبل اسمًا مستعار. أخذ بعد ذلك اكتشافه إلى شرطة لوس أنجلوس، والتي أظهرت ملفاتها أن الرجال الذين حددهم على أنهم كامبل وجوانيدس هما مايكل رومان وفرانك أوينز، وهما مديران لمبيعات «بولوفا» يحضران مؤتمر الشركة في فندق «الأمباسدر». وقف أوسوليفان مع ادعاءاته، مشيرًا إلى أن شركة ساعات «بولوفا» كانت «غطاءً معروفًا لوكالة المخابرات المركزية».

## آراء المقربين من كينيدي
يعتقد نجل كينيدي الأكبر، روبرت ف.كينيدي جونيور، أن والده قُتل في مؤامرة. وقال أيضًا إن والده يعتقد أن جون ف. كينيدي اغتيل في مؤامرة وأن تقرير وارن كان عملًا رديئًا.